# Libín (obchodní centrum)
Obchodní centrum Libín (též Prior, či OD Prior) se nachází v centru Prachatic, na Malém náměstí, na křižovatce ulic Vodňanská a Zvolenská.
Ve své době moderní obchodní centrum bylo budováno v letech 1978 až 1985. O zbourání původního bloku domů, jehož další modernizace a úpravy by byly finančně příliš náročné, bylo rozhodnuto v roce 1975 a demoliční práce byly provedeny ještě v témže roce na podzim.
Jeho fasáda se zkosenými vystupujícími částmi obloženými keramickými deskami měla evokovat stavební prvky prachatické Dolní brány. Stavebně navázalo na linii panelových domů ve Vodňanské ulici. Patrový objekt byl rozčleněn do řady za sebou pokračujících obdélníků. 
Před areálem obchodního domu, který provozovala společnost Prior, byly umístěny sluneční hodiny, které byly ve své době největší na území tehdejšího Československa. V roce 1999 byla provedena rekonstrukce veřejného prostoru v blízkosti objektu, včetně výměny veřejné zeleně a vysázení nových stromů.

## Galerie

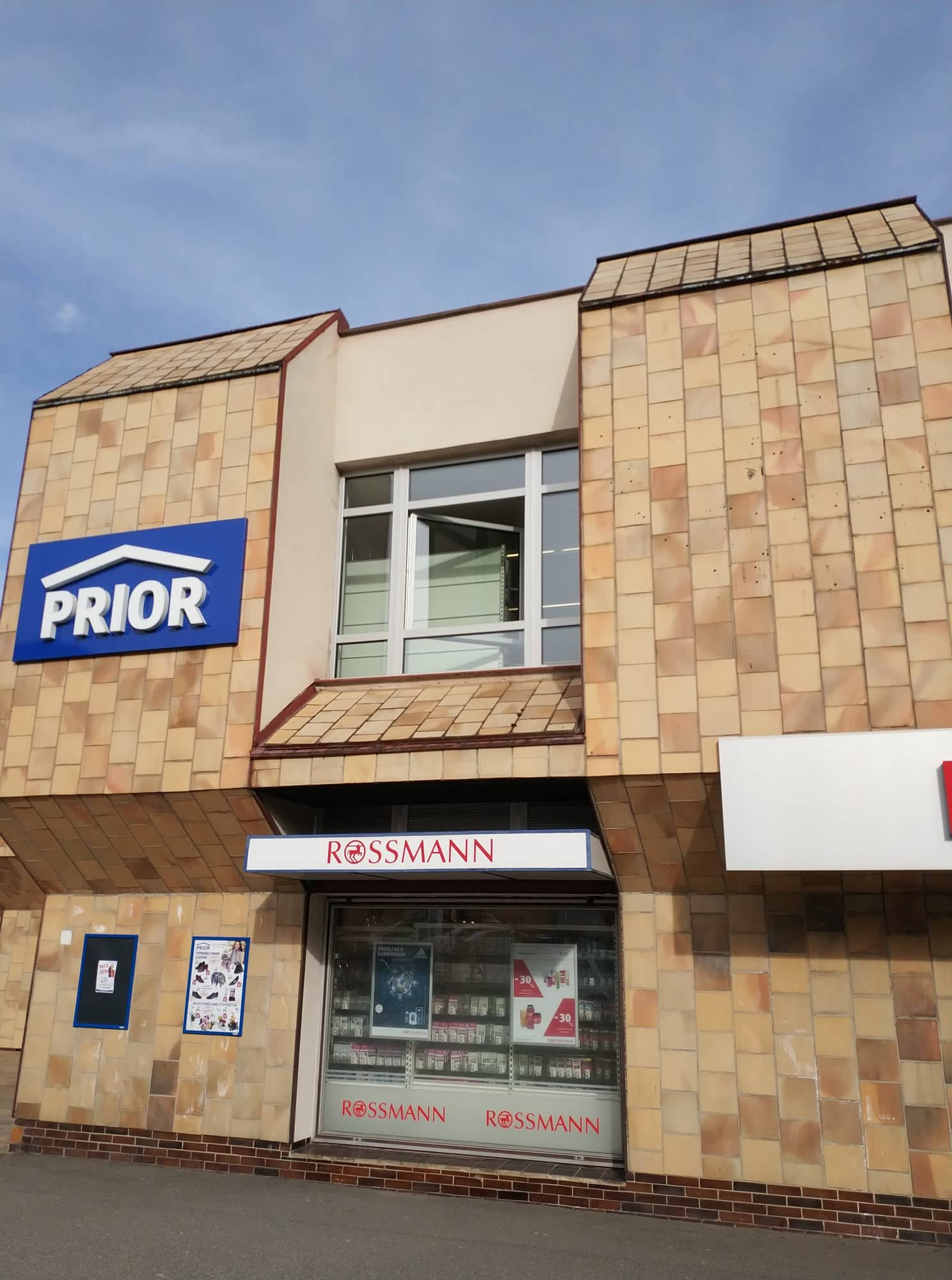
Segment budovy
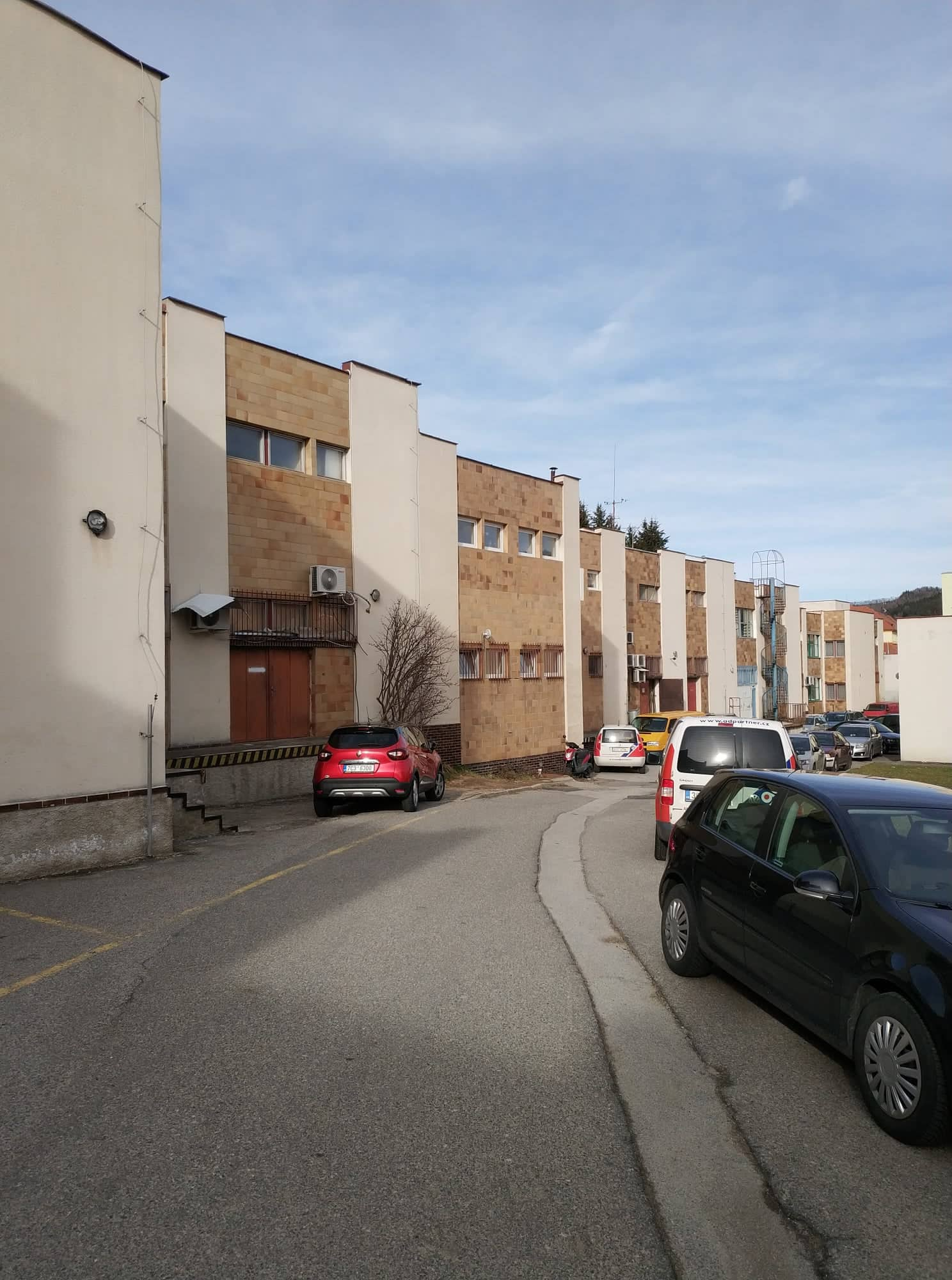
Budova zezadu
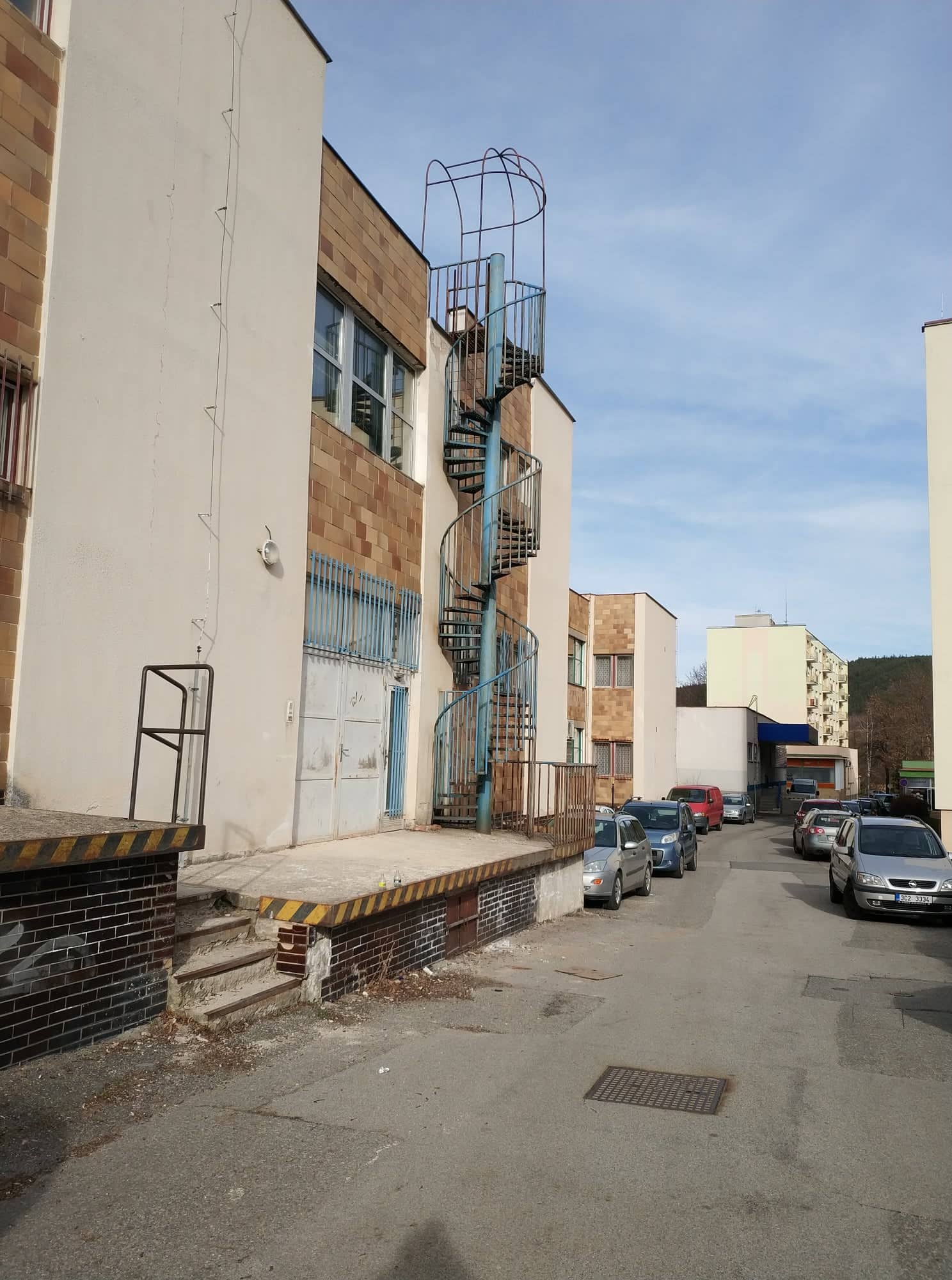
Detail schodiště
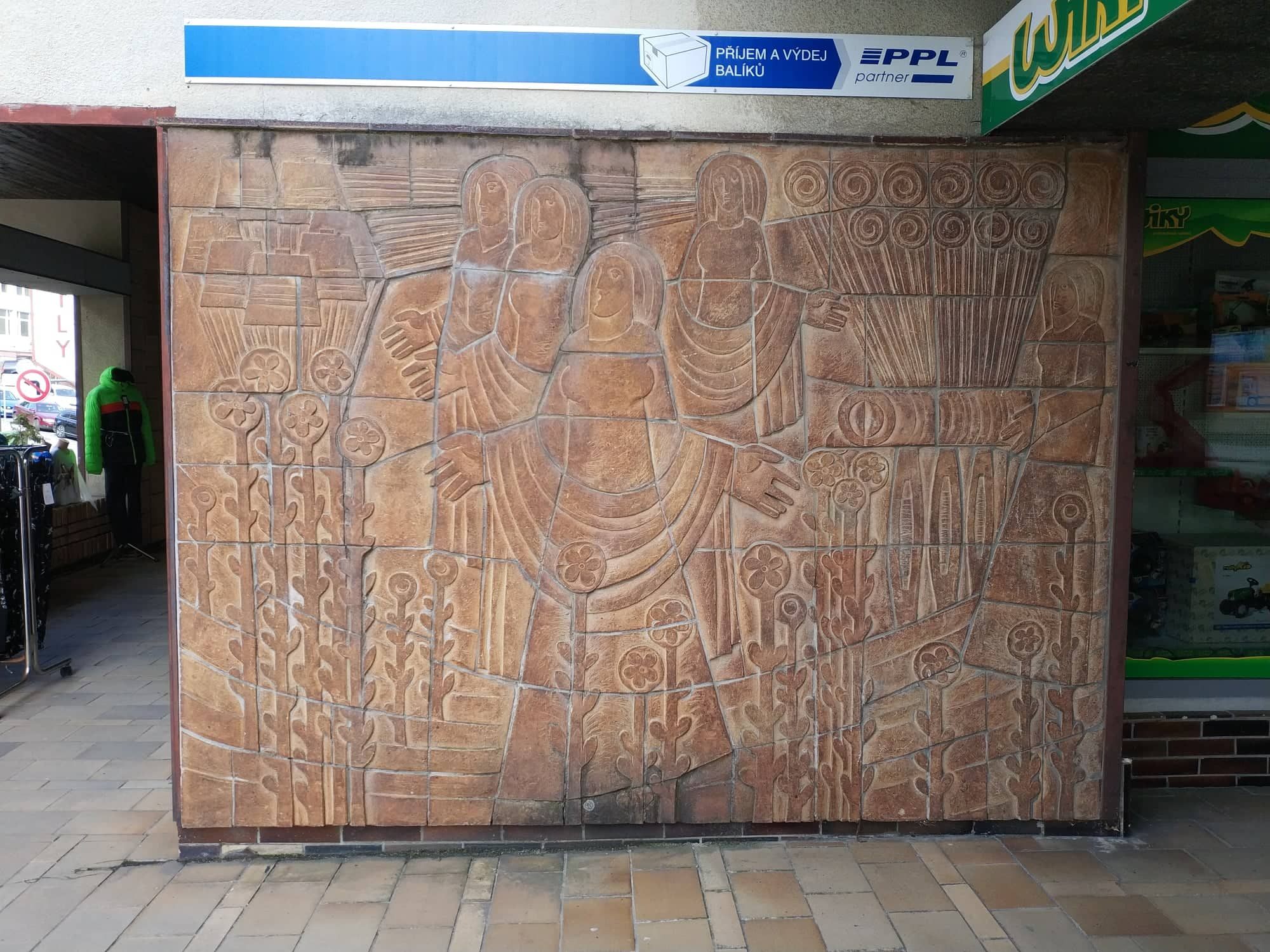
Reliéf od Miroslava Houry a Miroslava Rabocha